# Sustain

Schematic of ADSR

En música, sustain es un parámetro del sonido musical en el tiempo. Denota el periodo durante el cual el sonido permanece hasta que se hace inaudible o se detiene. 
Adicionalmente, sustain es el tercero de los cuatro segmentos en una envolvente ADSR. La sección del sustain en una envolvente ADSR comienza cuando las secciones de ataque y decaimiento se han completado, y continúa hasta que la nota es soltada. El control de sustain se usa para determinar el nivel en el que la envolvente va a permanecer. Mientras que el ataque, el decaimiento y la relajación son controles de flujo o tiempo, el control del sustain lo es de nivel.

## Diferencias
Los instrumentos de percusión de tambor, como la batería, son normalmente los que menos sustain tienen. Un golpe de tambor comienza a desaparecer prácticamente al instante. Los instrumentos con el mayor sustain posible suelen involucrar el paso de aire, como los instrumentos de viento o el órgano, que tienen en teoría sustain ilimitado. La realimentación creada por acople también provee virtualmente de sustain ilimitado. Los instrumentos de resonancia como el piano o la guitarra poseen un sustain bastante largo.

## Factores que afectan al sustain
En los instrumentos musicales, el sustain se ve afectado por una variedad de factores. Por ejemplo, el sustain en una guitarra está determinado por factores como el tipo de construcción (cuerpo sólido o hueco), la madera utilizada para el cuerpo o para el mástil, el emplazamiento de las cuerdas (sobre el cuerpo o a través de este), el grosor de las cuerdas y el diseño de la pastilla.
Para guitarras eléctricas, bajos eléctricos y pianos, existen además pedales de efectos que prolongan el sustain de un tono. Su contraparte en sintetizadores es la S (de Sustain) en las envolventes ADSR..